# Олтамахо
Олтамахо́ или Олтамаха (Алтамахо́, устар. Алтамага, Алтамаха; англ. Altamaha River [ˈoːltəməˈhoː-]) — одна из крупнейших рек Джорджии на юго-востоке США, впадает в Атлантический океан, протекает по территории округов Монтгомери, Джефф-Дейвис, Тумс, Аплинг, Татнолл, Лонг, Глинн, Уэйн и Мак-Интош в юго-восточной части штата. Судоходна для малогабаритных судов.
Длина реки составляет 220 км.
Олтамахо начинается от слияния рек Окони и Окмалги на высоте 25 м над уровнем моря. Течёт на юго-восток по Приатлантической низменности. Впадает в залив Олтамахо Атлантического океана на территории округа Мак-Интош.